# Gunnar Hultgren
Gunnar Axel Engelbrekt Hultgren, född 19 februari 1902 i Eskilstuna, död 13 februari 1991 i Uppsala, var Sveriges ärkebiskop mellan 1958 och 1967.

## Biografi
Hultgren skrevs in vid Uppsala universitet 1920. Han blev teologie kandidat där 1925, teologie licentiat 1933 och teologie doktor 1940 på en avhandling om Det evangeliska kärleksbudet hos Augustinus, dess filosofiska och teologiska tolkning i hans skrifter 386–400. Han blev docent i systematisk teologi i Uppsala 1940. Han hade efter prästvigning för Strängnäs stift 1925 tjänstgjort som extra ordinarie präst i olika församlingar och som skeppspräst under omkring ett halvår, men kom till ärkestiftet 1930, då han där blev komminister i Viksta församling och några år senare, 1934, kyrkoherde i Björklinge församling. Han blev 1941 domprost i Härnösands stift, och utnämndes 1947 till biskop över Visby stift, och 1951 i Härnösands stift. Han utnämndes till ärkebiskop 1958 och avgick som emeritus 1967. Han var ledamot av Kungl. Vetenskapssamhället i Uppsala, Kungl. Vetenskapssocieteten i Uppsala (1967)  och i Kungl. Skytteanska samfundet (1957).

### Utmärkelser
Hultgren utnämndes till ledamot och kommendör i andliga ståndet av Kungl. Maj:ts Orden (= Serafimerorden) 6 juni 1964. Han blev kommendör med stora korset av Kungl. Nordstjärneorden 28 november 1959.
Hultgren var mottagare av Storkorset av Finlands Vita Ros' orden samt av norska Haakon VII:s frihetskors.

### Familj
Hultgren var son till läroverksadjunkt Axel Gustav Hultgren och Maria Kristina Andersson.
Hultgren gifte sig 1930 med Astrid Maria Eklund, född 16 december 1902 i Kalmar, död 23 mars 1958 i Härnösand, dotter till biskop J.A. Eklund och Maria Elisabeth Pettersson.
Han är gravsatt på Gamla kyrkogården i Härnösand.